# Čair
Čair (makedonska: Чаир) är en ort i Nordmakedonien. Den är huvudort i kommunen med samma namn, i den centrala delen av landet, i huvudstaden Skopje. Čair ligger 270 meter över havet och antalet invånare är 64 773.